# Extracción de sangre
La extracción de sangre es un procedimiento muy usual efectuado para la detección de posibles enfermedades al realizar los oportunos análisis a la muestra de sangre obtenida.

## Tipos
- Flebotomía
- Gasometría arterial
- Sangría
- Transfusión de sangre
- Venopunción

## Técnica
La sangre se extrae de una arteria (a. radial, para gasometrías) o de una vena (basílica, cefálica o mediana que une las dos anteriores), usualmente en la sangría o en la parte anterior del antebrazo.
Técnica de la venopunción
El sitio de punción se limpia con un antiséptico y luego se coloca una banda elástica o un brazalete de presión alrededor del antebrazo con el fin de ejercer presión y restringir el flujo sanguíneo a través de la vena, lo cual hace que las venas bajo la banda se dilaten, y hace más fácil que la aguja alcance alguno de los vasos sanguíneos. 
Inmediatamente después, se introduce una aguja en la vena y se recoge la sangre en un frasco hermético o en una jeringa. Durante el procedimiento, se retira la banda para restablecer la circulación y, una vez que se ha recogido la sangre, se retira la aguja y se cubre el sitio de punción para detener cualquier sangrado.

## Preparación
En función del tipo de análisis que se vaya a realizar es requisito haber suspendido el consumo de alimentos al menos ocho horas antes de la extracción, para la obtención de datos no distorsionados sobre el estado de la sangre.
Preparación del equipo
Tubos de colección: Los tubos están predeterminados para llenarse con un determinado volumen de sangre. 

La tapa de goma está marcada por color, de acuerdo a su uso y sus  aditivos: 

Tubo tapa roja 
Uso: Química, inmunología, banco de sangre, derivados. 
Aditivo: Ninguno. 

Tubo tapa amarilla 
Uso: Hormonas, niveles plasmáticos, marcadores tumorales. 
Aditivo: Gel – Separador. 

Tubo tapa lila 
Uso: Hematología, biología molecular, líquidos biológicos, hemoglobina glicosilada. 
Aditivo: Anticoagulante EDTA. 

Tubo tapa celeste 
Uso: Pruebas de Coagulación.
Aditivo: Anticoagulante Citrato de sodio

Tubo tapa negra 
Uso: VHS.
Aditivo: Anticoagulante Citrato de sodio

Tubo tapa gris 
Uso: Glicemia y ácido láctico.
Aditivo: Anticoagulante Fluoruro de sodio. 

Tubos tapa verde 
Uso: Pruebas Bioquímicas, Electrolitos Plasmáticos, marcadores virales. 
Aditivo: Heparina de Litio

## Efectos secundarios
Cuando se inserta la aguja para extraer la sangre, algunas personas sienten un dolor moderado (resultado de que la aguja perfora la capa exterior de la piel), mientras que otras sólo sienten un pinchazo o sensación de picadura. Posteriormente, puede haber una sensación pulsátil (se siente la aguja de forma palpable bajo la piel, a menos que se inserte de forma oblicua). Algunas personas pueden sufrir mareos o desmayos debidos a la impresión que les causa, por lo que se recomienda estar sentado o tumbado durante la extracción. Existen casos más extremos en los que la persona puede llegar a perder el conocimiento. Esto es producto de la tripanofobia.
- Datos: Q5853606